# L'Arbre des possibles
L'Arbre des possibles et autres histoires est un recueil de vingt nouvelles de Bernard Werber paru le 1er octobre 2002, chez Albin Michel. Bernard Werber a aussi initié L'Arbre des possibles, un projet et un site web interactif pour explorer les futurs possibles (futurologie). Un spectacle musical tiré de ces nouvelles a été monté par l'INSA de Rennes.

## Le symbole de l'arbre
L'arbre est le « roi » du règne végétal auquel l'Homme se compare souvent : Baudelaire a écrit que l'Homme prête à l'arbre ses passions, ses désirs, sa mélancolie.
L'arbre incarne le lien entre le monde des dieux et le monde inférieur, où habitent les humains, voire le monde souterrain où il plonge ses racines. Il unit le monde spirituel (vertical) à la matérialité horizontale : l'homme se trouve à l'intersection de ces axes.
L'arbre incarne la longévité, et il est pour l'Homme un modèle de symétrie. L'arbre est un objet de culte : fécondité, longévité, vie heureuse, santé, arbre devin et guérisseur.
Il est par ailleurs le symbole officiel de :
- certains régimes (par exemple en 1793, 60 000 arbres de la liberté ont été plantés, un mouvement initié à Lille et Auxerre et étendu à toute la France)[Où ?] ;
- la connaissance (par exemple dans l'Épopée de Gilgamesh, il y a l'arbre de la Connaissance)[3]

## Liste des nouvelles

### Apprenons à les aimer
Cette histoire révèle un rapport sur le mode de vie des humains. Les auteurs de ce dernier pourraient probablement être des dieux (en référence à la nouvelle Attention : fragile), à moins que ce ne soient d'autres créatures de l'espace. Ils posent leurs regards sur les hommes, leur façon de vivre et d'évoluer, de se reproduire et étudient la façon de les élever en appartement. Ainsi, les hommes sont vus comme des créatures manipulables par d'autres, qu'ils ont observés afin de pouvoir les contrôler.

### Le règne des apparences
Cette histoire révèle la nature au sens propre des personnes et des objets. En lieu et place de l'existence de n'importe quel monument existant ou autre chose, il y a désormais son nom et entre parenthèses, sa description et son utilité.

### Fragrances
Une météorite de grande taille s'écrase dans le Jardin du Luxembourg et dégage une odeur nauséabonde. Les français se décarcassent pour enlever cette odeur et la couvre de verre. Des extraterrestres prennent la boule pour en faire une bague.

### Celle qui hante mes rêves
Description de la vie d'une femme idéale.

### Vacances à Montfaucon
Il est possible de partir en vacances dans le temps. Le protagoniste fait l’expérience de rejoindre le début du XVIIIe siècle où il se rend compte que les mœurs et habitudes de vie sont bien éloignées de celles du siècle qu'il connaît.

### Manipulation
La main gauche d'un homme devient autonome et réclame des droits à son propriétaire. Puis elle a des comportements d’humains

### L'Arbre des possibles
C'est la nouvelle éponyme.

### Le mystère du chiffre
Traite de peuples dont l'avancée dans la hiérarchie dépend des connaissances mathématiques, et notamment du fait de savoir les additionner. Ainsi, les plus sages connaissent les plus grandes opérations, tandis que les autres les apprennent au fur et à mesure.

### Le chant du papillon
Expédition lancée vers le soleil. Un équipage de quatre personnes décide de s'y aventurer afin de l'observer de plus près. Ils vont y découvrir des habitants, mais aucun autre indice ne sera divulgué. Un des membres mourra tandis qu'un autre découvrira le secret du soleil qu'il promettra de garder pour lui afin que le reste de l'équipage puisse rentrer sur Terre sain et sauf.

### L'ermite absolu
Un père de famille scientifique n'étant pas satisfait que son cerveau perde beaucoup plus de temps à s'occuper de son corps qu'à réfléchir, décide de faire l'amputation ultime : il sépare son cerveau de son corps et se débarrasse de ce dernier, pour permettre à son cerveau de dépasser les limites de la réflexion imposée par un cerveau occupant un corps charnel

### Du pain et des jeux
Dans le futur, afin de développer l'économie, divertir les gens et mettre fin aux guerres et à tous les conflits politiques, le football se développe pour se transformer en un sport extrême et mortel

### Attention: fragile
Un nouveau concept de jeu : créer son propre univers.

### La dernière révolte
Les vieux retraités sont des personnes qui coûtent trop cher à l'État et il faut donc « s'en débarrasser ». À cette fin, le Centre de Détente Paix et Douceur a été créé. Cependant, les personnes concernées par cette mesure refusent de s'y plier et c'est ainsi que certaines personnes âgées se réfugient dans un lieu sûr afin de continuer à vivre. D'autres personnes âgées vont alors les rejoindre et grâce à leur nombre de plus en plus nombreux, ils décident d'en libérer encore d'autres, et même de régulariser leur situation afin qu'elle ne soit plus une gêne et un obstacle pour quiconque. Hélas, leurs actions vont être réduites à néant.

### Transparence
Un scientifique décide de se rendre transparent grâce à une expérience scientifique. L'expérience réussit en partie, sa peau devenant invisible, mais on peut toujours voir ses veines et son cerveau. Le public le prend pour un monstre, alors il va postuler pour un rôle dans un cirque pour les gens spéciaux. Il y a des sœurs siamoises, l'homme tronc et de nombreux autres candidats. Il rencontre puis tombe amoureux d'une coréenne, avec qui il se marie.
Dans sa nouvelle, le narrateur a respecté l'échelle logique de l'évolution du vivant, car il est allé de l'organisme vivant le plus simple au plus compliqué avant de tester son expérience sur l'Homme, considéré comme l'être vivant le plus évolué.
Le savant (le narrateur) est allé au bout de son expérience, et a rendu transparent son corps. Son expérience a été menée en secret. Il est confronté ensuite à un problème de vie sociale : il doit se cacher. Pour finir, il y a une critique de la société ; celle-ci est anesthésiée dans le sens où le spectacle de la violence ne l'émeut plus. C'est une société individualiste. On dit de lui que c'est un monstre et un paria.

### Noir
La perte de notre planète telle que nous la connaissons, racontée par quelqu'un de spécial, qui vous éclairera à la fin de cette nouvelle. Le soleil a disparu et tout est plongé dans l'obscurité.

### Tel maître, tel lion
La bêtise humaine au travers de la splendeur du monde animal.

### Un monde trop bien pour moi
Tous les objets sont réels et vivants. Ils ont le pouvoir de parler et d'interagir avec les personnes, notamment avec leurs propriétaires.

### Le totalitarisme douceâtre
Des journaux télévisés parlent d'un même livre à des époques différentes.

### L'ami silencieux
La possibilité pour les arbres d'agir dans le monde des humains. Dans cette nouvelle on retrouve le personnage d'Isidore Katzenberg qui enquête sur le meurtre de sa nièce Anaïs.

### L'école des jeunes dieux
Le monde des humains est gouverné par les dieux. Comme les humains, les dieux vont à l'école. Ils ont un professeur d'humanologie et ont pour objectif d'apprendre comment gérer des peuples avec les éléments essentiels qui peuvent le composer (religion, politique, etc.).

## Noms récurrents dans l’œuvre de Bernard Werber
Le nom de famille Nemrod apparait dans plusieurs œuvres de Bernard Werber : 
- Gabriel Nemrod, personnage de la nouvelle « Le règne des apparences » dans L'arbre des Possibles ;
- Jacques Nemrod, personnage de L'Empire des anges ;
- Bruce Nemrod, président de l'ONU dans « Et l'on pendra tous les pollueurs » dans Paradis sur Mesure ;
- Lucrèce Nemrod, héroïne du Cycle des Aventuriers de la Science.